# Mihail Talj
Mihail Talj (latvijsko Mihails Tāls, rusko Михаил Нехемьевич Таль)
sovjetsko-latvijski šahovski velemojster in nekdanji šahovski svetovni prvak, * 9. november 1936, Riga, Sovjetska zveza, † 28. junij 1992, Moskva, Rusija
Talj je bil tudi zelo plodovit šahovski pisec.